# Helina protuberans
Helina protuberans är en tvåvingeart som först beskrevs av Zetterstedt 1845.  Helina protuberans ingår i släktet Helina och familjen husflugor. Arten är reproducerande i Sverige. Inga underarter finns listade i Catalogue of Life.